# 神統記
『神統記』（しんとうき、希: θεογονία, テオゴニアー、英: Theogony）は、紀元前700年頃の古代ギリシアの詩人ヘーシオドス作の叙事詩。

## 概要
ダクテュロスのヘクサメトロス（長短短六脚韻）1022行からなる。冒頭の記述からヘーシオドスの処女作とされ、30代前半の作品と推定される。原題の「テオゴニアー」は「神々の誕生系譜」を意味する。
原初の混沌＝カオスからの世界の創造、神々の系譜とその三代にわたる政権交代劇を描き、ギリシア神話の宇宙観の原典とされる。
特徴として、ゼウス政権の正統性、無謬性を強調する事（そのためティーターノマキアーやプロメーテウスの説話に若干矛盾が生じている）、女神ヘカテーを強く賛美している事などがある。
作品中には後世の挿入と見られる箇所もあり、965行から後を、元来は別の作品（『女傑伝』）であったと推定する研究者もいる。

## 神々の系譜
作者はまず前置きとして詩神ムーサへの賛歌から始め、オリュンポスの諸神と歴史を語り起こす。そしてオリュンポスの始まりと神々の誕生、ウーラノス - クロノス - ゼウスの三代にわたる政権交代劇を説き起こす。

### 原初の神々
最初に カオス（混沌）が生じた。その次にガイア（大地）とタルタロス（冥界）、そして エロース（愛）がともに誕生した。カオスからは エレボス（幽冥）と ニュクス（夜）が生まれ、両神が交わってニュクスは ヘーメラー（昼）と アイテール（清明な大気）を産んだ。
これらの原初の神々からは、人間のありようをめぐる概念の擬人化・神格化とも言える多数の神々が生まれたと、ヘーシオドスはうたう。ニュクスからは、夜の子供に相応しい、ヒュプノス（眠り）やオネイロス（夢）、またタナトス（死）やネメシス（義憤）、運命の三女神らが生まれている。

### ティーターンの誕生
ガイアは独力でウーラノス（天空）とポントス（海）を生んだ。ガイアはウーラノスを夫とし、数多くの巨人や神々を次々に生んでいく。まずティーターン十二神を生んだ。すなわち、オーケアノス（大洋）、コイオス、クレイオス、ヒュペリーオーン（光明）、イーアペトス、テイアー、レアー、テミス（審判）、ムネーモシュネー（記憶）、ポイベー、テーテュース、そして末子の狡猾なクロノス（農耕）が生まれた。
またガイアは一つ目の巨人キュクロープス（ブロンテース、ステロペース、アルゲース）を生んだ。彼らキュクロープスはいずれも雷に関する名を持ち、のちにゼウスに雷を与えたという。そして五十頭百手の巨人ヘカトンケイル（コットス、ブリアレオース、ギューゲース）を生んだ。

### クロノスとその子
ウーラノスはガイアとの間に生んだティーターン神族を恐れ、大地の体内に押し込めていた。しかしガイアはそれを怨みに思っていた。ガイアは鎌を用意して子供たちに渡し、一矢報いる策略を練った。ある夜、ウーラノスがガイアに覆い被さると、末子のクロノスがウーラノスを鎌で去勢し、切断された男根を放り投げた。ウーラノスの男根からは原初の美の女神アプロディーテーが生まれた。
クロノスはレアーとの間に光り輝く子供たちを生んだ。ヘスティアー、デーメーテール、ヘーラー、 ハーデース、 ゼウスらの兄弟である。しかしクロノスは、父ウーラノスとガイアから、自分の子供に打ち倒されるであろうとの予言を受けており、それを恐れたクロノスは生まれた子供たちを飲み込んでいった。しかし、ゼウスだけはレアーからガイアに渡され、大地に隠されて岩を身代わりとし、難を逃れた。長い隠遁ののちゼウスは成長し、クロノスを打倒して兄弟たちを助け出した。

## 日本語訳
- 廣川洋一訳『ヘシオドス 神統記』岩波書店〈岩波文庫〉、1984年。
- 中務哲郎訳『ヘシオドス全作品』京都大学学術出版会〈西洋古典叢書〉、2013年。